# Коркьяно
Коркьяно (итал. Corchiano) — коммуна в Италии, располагается в регионе Лацио, подчиняется административному центру Витербо.
Население составляет 3337 человек (на 2001 г.), плотность населения составляет 101,43 чел./км². Занимает площадь 32,9 км². Почтовый индекс — 01030. Телефонный код — 0761.
Покровителем населённого пункта считается священномученик Власий Севастийский (San Biagio). Праздник ежегодно празднуется 3 февраля.